# سوزان بوتير
سوزان بوتير (بالإنجليزية: Susan Potter)‏ هي ناشِطة أمريكية، ولدت في 25 ديسمبر 1927 في لايبزيغ في ألمانيا، وتوفيت في 16 فبراير 2015 في دنفر في الولايات المتحدة بسبب ذات الرئة.